# Masayuki Kawahara
Masayuki Kawahara (jap. 川原 正行 Kawahara Masayuki; * 1. Februar 1956 in Honbetsu) ist ein ehemaliger japanischer Eisschnellläufer.

## Werdegang
Kawahara startete international erstmals in der Saison 1974/75 und wurde dabei in Strömsund Juniorenweltmeister im Kleinen Vierkampf. Zudem errang er bei der Mehrkampfweltmeisterschaft 1975 in Oslo den fünften Platz im Großen Vierkampf und bei der Sprintweltmeisterschaft 1975 in Göteborg den 22. Platz im Sprint-Mehrkampf. In der Saison 1975/76 kam er bei den Olympischen Winterspielen 1976 in Innsbruck auf den 24. Platz über 5000 m und bei der Mehrkampfweltmeisterschaft 1976 in Heerenveen auf den 19. Platz im Großen Vierkampf. In der folgenden Saison belegte er bei der Sprintweltmeisterschaft 1977 in Alkmaar den 15. Platz im Sprint-Mehrkampf und bei der Mehrkampfweltmeisterschaft 1977 in Heerenveen den 11. Rang im Großen Vierkampf. Im Jahr 1978 wurde er japanischer Meister im Kleinen Vierkampf und im Jahr 1979 Siebter im Großen Vierkampf bei der Mehrkampfweltmeisterschaft in Oslo. In der Saison 1979/80 lief er bei der Mehrkampfweltmeisterschaft 1980 in Heerenveen auf den 13. Platz im Großen Vierkampf und bei den Olympischen Winterspielen 1980 in Lake Placid auf den 25. Platz über 5000 m, auf den 23. Rang über 1000 m sowie auf den 20. Platz über 1500 m. In seiner letzten internationalen Saison 1980/81 errang er bei der Sprintweltmeisterschaft 1981 in Grenoble den 24. Platz im Sprint-Mehrkampf.

## Erfolge

### Olympische Spiele
- 1976 Innsbruck: 24. Platz 5000 m
- 1980 Lake Placid: 20. Platz 1500 m, 23. Platz 1000 m, 25. Platz 5000 m

### Mehrkampf-Weltmeisterschaften
- 1975 Oslo: 5. Platz Großer Vierkampf
- 1976 Heerenveen: 19. Platz Großer Vierkampf
- 1977 Heerenveen: 11. Platz Großer Vierkampf
- 1978 Göteborg: 25. Platz Großer Vierkampf
- 1979 Oslo: 7. Platz Großer Vierkampf
- 1980 Heerenveen: 13. Platz Großer Vierkampf

### Sprint-Weltmeisterschaften
- 1975 Göteborg: 22. Platz Sprint-Mehrkampf
- 1977 Alkmaar: 15. Platz Sprint-Mehrkampf
- 1981 Grenoble: 24. Platz Sprint-Mehrkampf

## Persönliche Bestzeiten
| Disziplin | Zeit         | Datum            | Ort    |
| --------- | ------------ | ---------------- | ------ |
| 500 m     | 38,45 s      | 28. März 1977    | Almaty |
| 1000 m    | 1:16,87 min  | 27. März 1977    | Almaty |
| 1500 m    | 1:58,10 min  | 28. März 1977    | Almaty |
| 3000 m    | 4:07,62 min  | 28. März 1977    | Almaty |
| 5000 m    | 7:16,10 min  | 10. Februar 1979 | Oslo   |
| 10.000 m  | 15:10,06 min | 11. Februar 1979 | Oslo   |